# Архимандрит Михаило (Дожић)
Михаило (световно Михаило Дожић Меденица; Врујица код Колашина, 15. новембра 1848 — Манастир Морача, 9. јун 1914) био је српски архимандрит и старешина Манастира Мораче.

## Биографија
Архимандрит Михаило (Дожић) Меденица рођен је 15. новембар 1848. године у селу Врујица код Колашина, од оца барјактара Мијата и мајке Велике Дожић. На крштењу је добио име Милован. Стриц је патријарха српског Гаврила Дожића
По завршетку основне школе 1861. године започиње свој монашки пут одлази у Цетињски манастир, где је после неког времена искушеништва замонашен 20. маја 1865. године добивши име Михаило. Рукоположен је за јерођакона а потом за јеромонаха 24. децембра 1866. године исто у Цетињском манастиру од стране митрополита црногорско-приморскога Илариона Рогановића.
Старешина Манастира Добриловине код Мојковца, био је у периоду од 1866. до 1879. године. По благослову митрополита црногорско-приморскога Илариона произведен је у чин игумана Манастира Морача код Колашина, 5. марта 1879. године. Рукопроизведен је у чин архимандрита 10. августа 1903. године од митрополита црногорско-приморскога Митрофана Бана.
Кназ Никола I Петровић Његош додијелио му је Медаљу Милоша Обилића 1913. године, те орден Орден Светог Саве III степена и орден Свете Ане 18. новембра 1913. године 
Упокојио се у Господу 9. јуна 1914. године у Манастиру Морачи, а сахрањен је крај олтара. Опело је извршио митрополит црногорско-приморски Митрофан уз саслужење свештеномонаха.